# 津金寉仙
津金 寉仙（つがね かくせん、1900年10月21日 - 1960年10月16日）は、日本の書家。

## 経歴
長野県諏訪郡原村の武田家に生まれ、同村の津金家の養子となる。1913年、永明村（現・茅野市）の湖畔学堂に学び、1919年に小学校の代用教員となる。その後は村役場の書記、助役、村会議員を務めた。その間、日本書道作振会、東方書道会、泰東会に書を出展し入選、1936年に上京。1940年に凌雲書院を設立し本格的に創作に専念、1941年に銀座鳩居堂で個展を開く。1949年から書道雑誌「書道大観」を主宰、1952年、1956年、1959年には日展の審査員を務めた。1959年文部大臣賞受賞。全国書美術振興会の常任理事を務めた。1960年東京都武蔵野市の自宅で死去。四男の津金孝邦も書家。